# Anders Aukland
Pour les articles homonymes, voir Aukland.
Anders Aukland, né le 12 septembre 1972 à Tønsberg, est un skieur de fond norvégien.

## Biographie

### Carrière en ski de fond
Anders Aukland fait ses débuts en ski de fond au niveau international en 1993. Il participe régulièrement à la Coupe du monde à partir de la saison 1999-2000 et obtient son premier podium en novembre 2000 dans un relais. Un an plus tard, il gagne le 15 km classique de Kuopio puis le 10 km classique de Cogne et enfin le 30 km classique de Val di Fiemme.
Il est champion olympique de relais à Salt Lake City en 2002, édition durant laquelle il termine quatrième du 15 kilomètres, septième du 50 kilomètres et de la poursuite. L'année suivante, il récidive avec ses coéquipiers Frode Estil, Tore Ruud Hofstad, Thomas Alsgaard en remportant le titre mondial du relais et obtient aussi la médaille d'argent sur le 30 km classique.
En 2004, il devient le deuxième Norvégien à gagner la Vasaloppet. Un an plus tard, il est vice-champion du monde du 50 km classique. En 2006, il participe aux Jeux olympiques de Turin.
Depuis la saison 2007-2008, ses apparitions en Coupe du monde se font plus rares, privilégiant les épreuves marathon organisées par la Worldloppet.

### Autres activités
Il a également pratiqué l'athlétisme, et a été champion de Norvège du 5 000 mètres en 1995 et du 10 000 mètres en 1996 et 1997. Il a concouru à un niveau national en course de chiens de traîneau. En 2005, il gagne le titre national du duathlon.

### Vie personnelle
Son frère Jørgen Aukland est également un fondeur de haut niveau.

## Palmarès

### Jeux olympiques
- Médaille d'or du relais aux Jeux olympiques d'hiver de 2002 à Salt Lake City (États-Unis)

### Championnats du monde
- Médaille d'argent du 30 km classique aux Championnats du monde 2003 à Val di Fiemme (Italie)
- Médaille d'or du relais en 2003 aux Championnats du monde 2003
- Médaille d'argent du 50 km classique aux Championnats du monde 2005 à Oberstdorf (Allemagne)

### Coupe du monde
- Meilleur classement général : 3e en 2002
- 13 podiums individuels dont 5 victoires
- 5 podiums par équipes dont 4 victoires

### Autres
- Vainqueur de la Kangaroo Hoppet en 1993, de la Vasaloppet en 2004, de la Birkebeinerrennet en 2006, 2010 et 2012 et de la Marcialonga en 2004[4] et 2008.

## Distinction
Il a reçu l'Egebergs Ærespris en 2001 pour sa polyvalence dans le sport.